# Carl Cranz

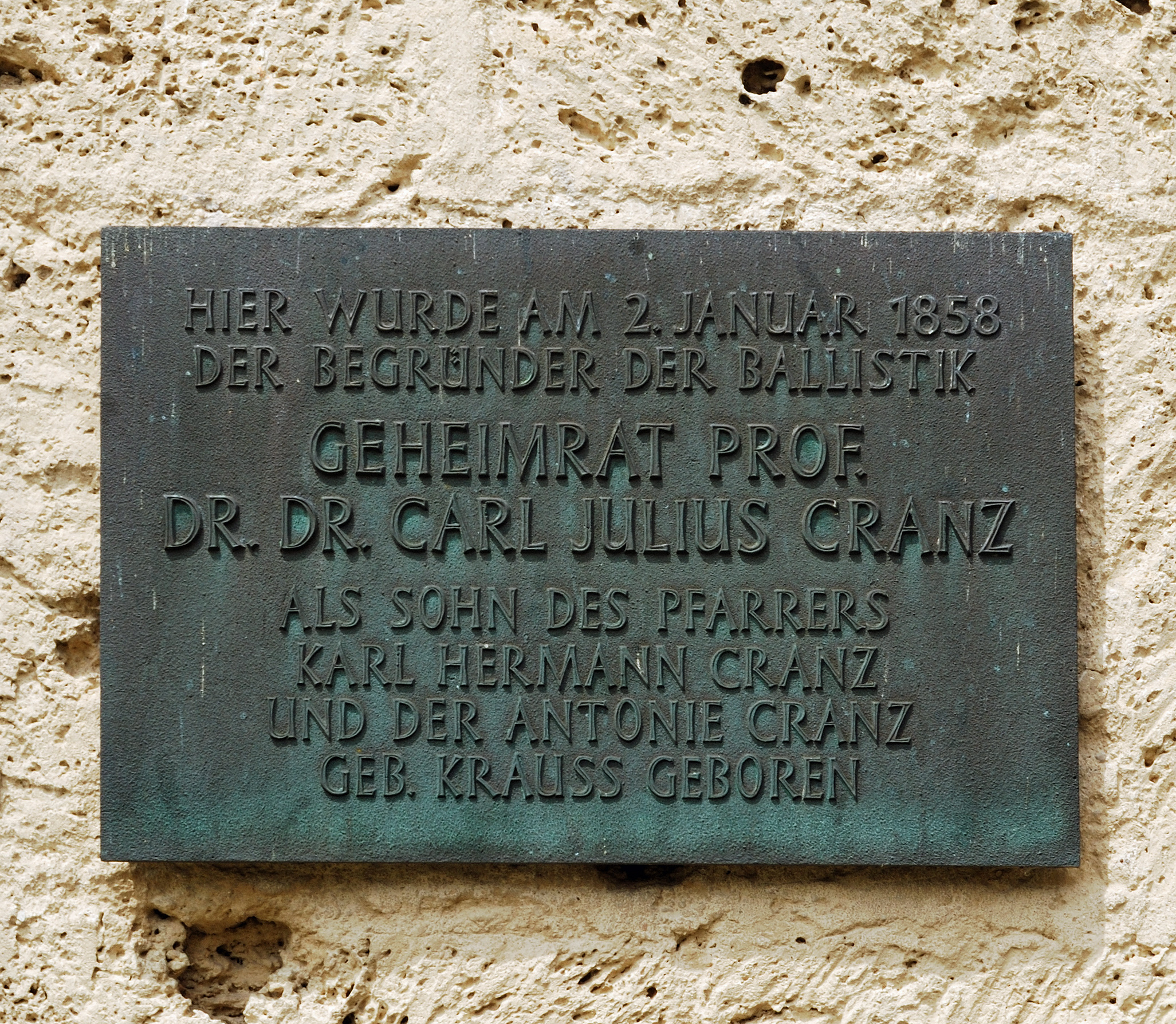
Infotafel am Geburtshaus in Hohebach

Carl Julius Cranz (* 2. Januar 1858 in Hohebach; † 11. Dezember 1945 in Esslingen am Neckar) war ein deutscher Mathematiker und Physiker. Er gilt als einer der Begründer der modernen Ballistik.

## Lebenslauf
Cranz wurde als Sohn eines Pfarrers geboren. An der Universität Tübingen studierte er Philosophie und Theologie von 1877 bis 1879; er war Mitglied der Verbindung Normannia. Von 1879 bis 1883 studierte er Mathematik und Physik in Berlin und Tübingen; 1883 promovierte er über ein Thema der Ballistik ( Theoretischen Untersuchungen über die regelmäßigen Abweichungen der Geschosse und die vorteilhafteste Gestalt der Züge) bei Paul Du Bois-Reymond. Dann war er als Oberrealschullehrer und Versicherungsmathematiker tätig; außerdem war er Privatdozent für Mathematik und Mechanik an der TH Stuttgart (1884–1903), Ordentlicher Professor an der Militärtechnischen Akademie (1903–1920) in Berlin, Ordentlicher Professor für Technische Physik an der TH Berlin (1929–1935) sowie Wissenschaftlicher Berater der chinesischen Regierung in Nanking (1935–1937).

## Werke
Schon während seiner Beschäftigung als Lehrer in Stuttgart verschaffte sich Cranz durch ballistische Forschungsarbeiten einen gewissen Bekanntheitsgrad, der über die Grenzen seiner eigentlichen Tätigkeit hinausging. Deshalb wurde er 1903 an die damals neu gegründete Militärische Akademie in Berlin berufen, um dort das weltweit erste ballistische Zentrum für theoretische und praktische Forschung aufzubauen.
Dort entwickelte und verbesserte er theoretische Ansätze der Ballistik sowie neue Verfahren in der physikalischen Messtechnik.
Er erkannte als einer der ersten die Bedeutung von Überschall-Windkanälen und arbeitete schon in den 1920er Jahren an Raketenantrieben.
Seine Arbeiten waren und sind für viele Bereiche der angewandten Physik von Bedeutung, so
- seine theoretischen Untersuchungen über den Kreisel- und Magnuseffekt
- seine Arbeiten über den Luftwiderstand bei hohen Geschwindigkeiten
- seine Entwicklungen in der Hochfrequenzkinematographie, wie zum Beispiel die Funkenzeitlupenkamera in Zusammenarbeit mit Hubert Schardin zur Registrierung schnelllaufender Vorgänge mit Bildfrequenzen bis zu 107 Bilder/sek. (sogenanntes Cranz-Schardin-Verfahren)
- seine Experimente zur Konstruktion zuverlässiger und genauer Zeitnormale

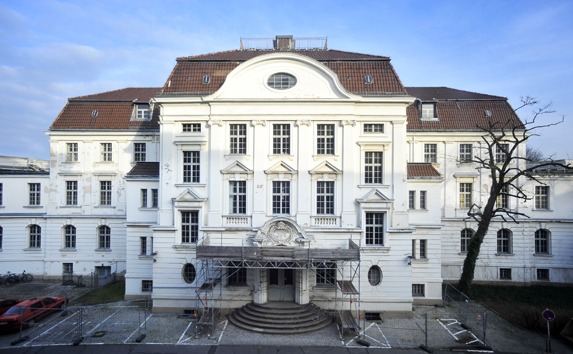
Der Cranzbau (1904/05) an der Berliner Hertzallee, die frühere Militärtechnische Akademie auf dem Gelände des späteren Heereswaffenamtes

## Ehrungen
Die Carl-Cranz-Gesellschaft trägt seinen Namen. Auch der sogenannte Cranzbau (seine Wirkungsstätte), das Gebäude der Militärtechnischen Akademie auf dem Gelände des ehemaligen Heereswaffenamts, wurde nach ihm benannt.

## Schriften (Auswahl)
- Ballistik. In: Felix Klein, Conrad Müller (Hrsg.): Enzyklopädie der mathematischen Wissenschaften. Band 4, Nr. 3. B. G. Teubner, Leipzig 1903, S. 190–281 (uni-goettingen.de).
- Über die constanten Geschoßabweichungen. In: Jahresbericht DMV. Band 6, 1899, S. 110 (uni-goettingen.de).